# Tramway de Munster à la Schlucht
La ligne de tramway de Munster à la Schlucht fut une ligne de chemin de fer à crémaillère éphémère située en Alsace annexée, reliant la gare EL de Munster au point-frontière de la Schlucht entre 1907 et 1914.

## Chronologie
- 25 mai 1905 : concession de la ligne à la Elektrizitäts- und Bahngesellschaft Münster-Schlucht
- 13 mai 1907 : inauguration de la ligne
- 16 mai 1907 : mise en service
- Été 1914 : fin du service

## Historique
Homologue côté alsacien de la ligne de tramway reliant Gérardmer à la Schlucht via Retournemer, le Münsterschluchtbahn fut concédé le 25 mai 1905 à la Elektrizität und Bahngesellschaft Münster - Schlucht, pour 75 ans, sous le régime allemand. 
Le tracé retenu, de 10,8 km de longueur, utilisait la technologie de la crémaillère, ce qui permettait de raccourcir le trajet par rapport à une adhérence seule. La section à crémaillère, de type Strub, se situait entre la sortie du hameau de Grossmatt et le centre de cure de l'Altenberg ; elle atteignait une rampe maximale de 220 mm m−1. Entre l'Altenberg et le col, la ligne longeait la route et franchissait avec elle un petit tunnel de 22 m. Au col de la Schlucht, la ligne se terminait face au poteau frontière, sans aucun évitement, ni raccordement avec la ligne de Gérardmer.

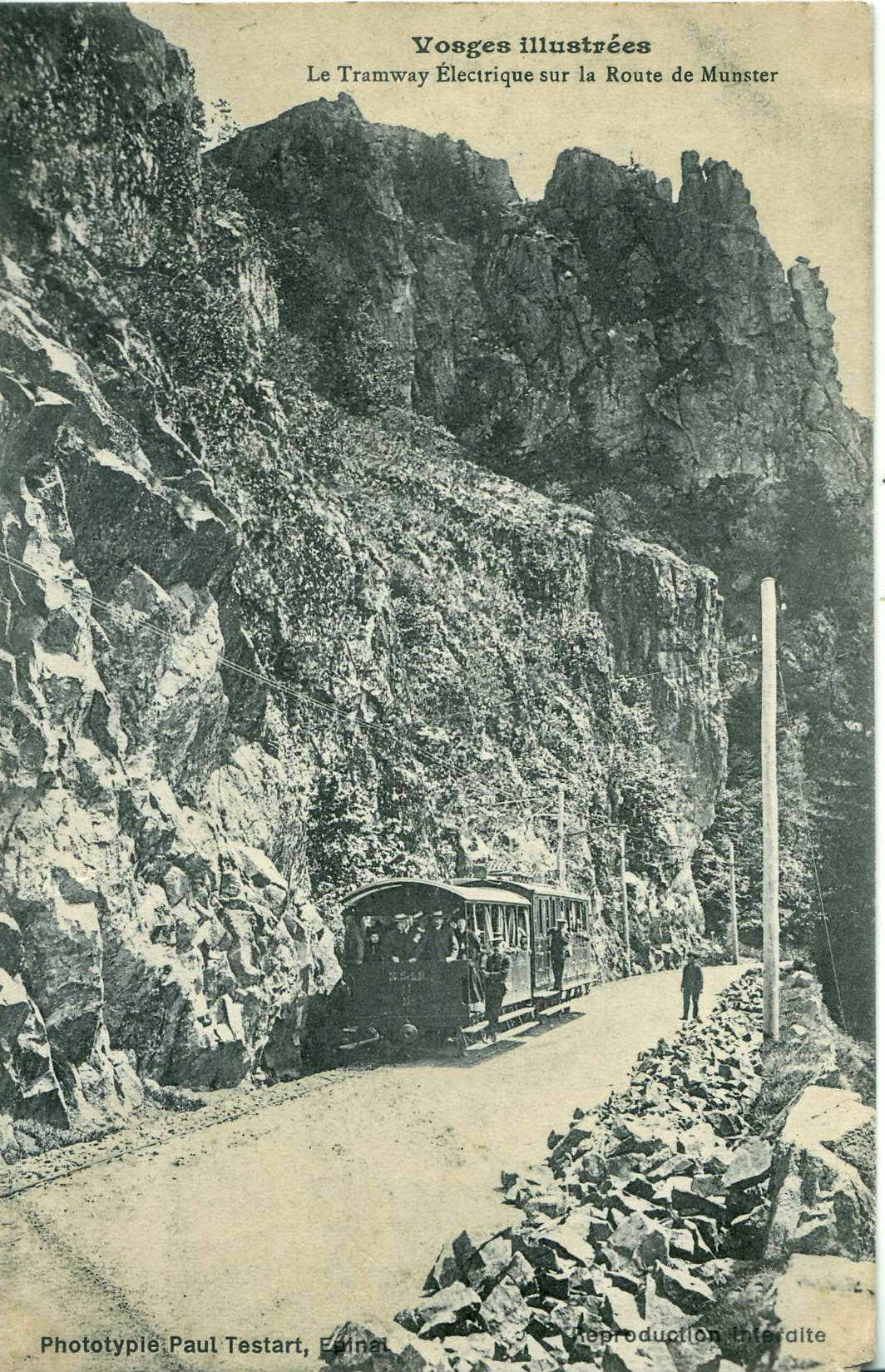
Le tramway sur la route de Munster (photographie Paul Testart..
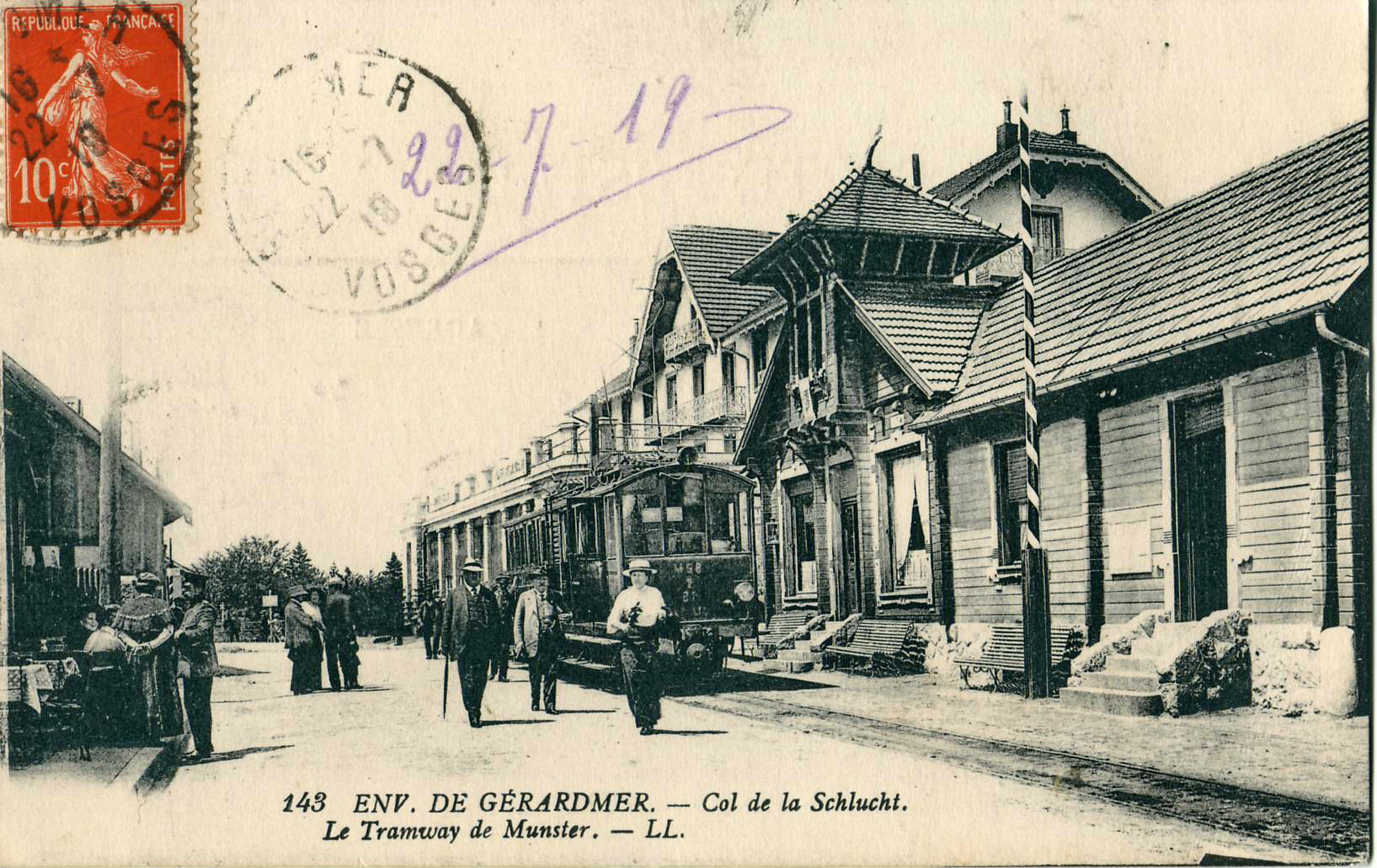
Le terminus du Col de la Schlucht.
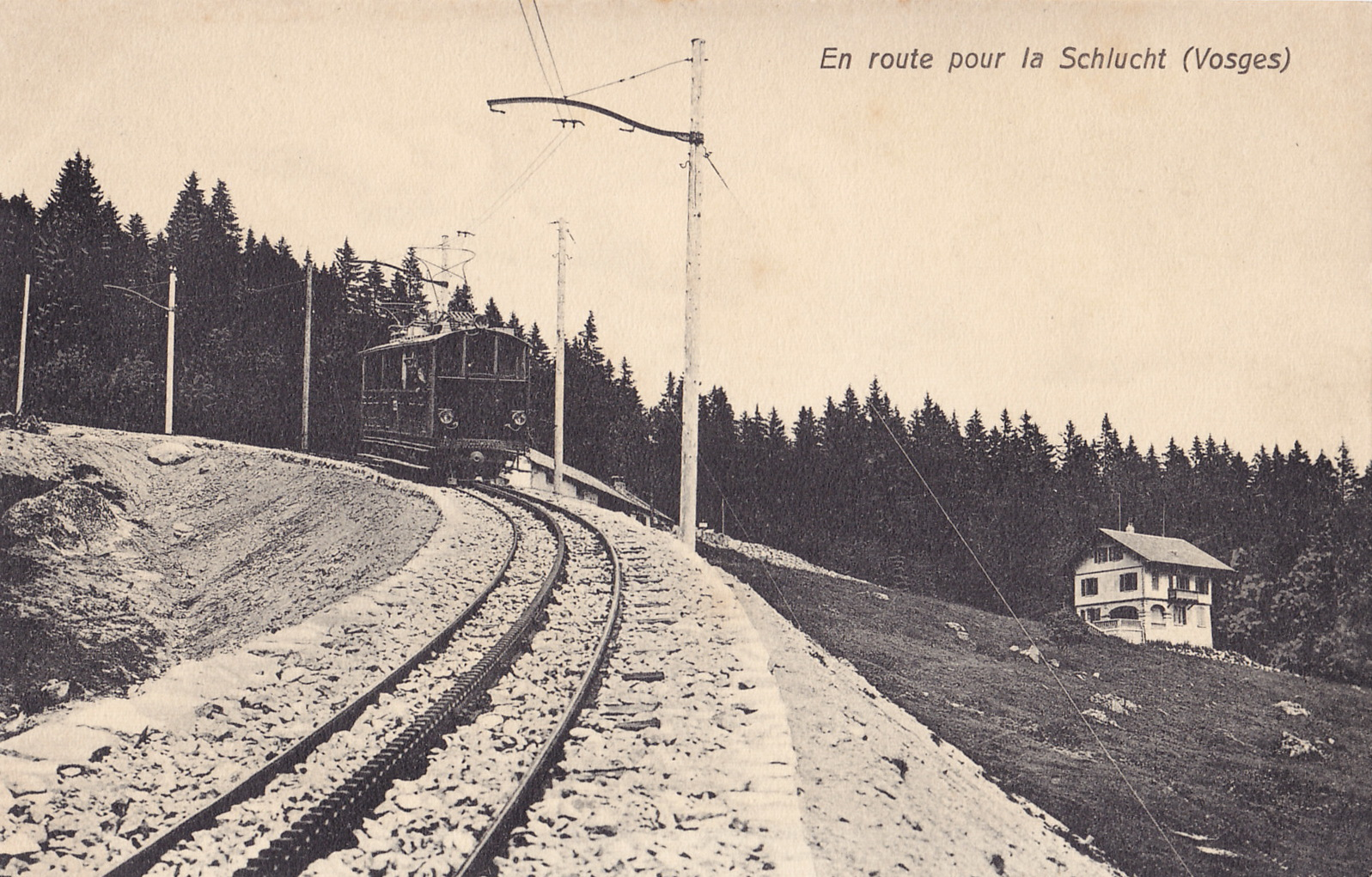
Gros plan sur la crémaillère.

La ligne était desservie par des automotrices électriques :
- trois automotrices « mixtes » (adhérence simple et crémaillère), numérotées BP 1, BP 2 et BP 3 ;
- une automotrice à adhérence simple[2], numérotée B 4.

Les automotrices furent fabriquées par Alioth et SLM-Winterthur. 
Trois remorques et deux wagons complétaient le parc de la ligne.
Une centrale spéciale, installée au dépôt de Munster, produisait du courant 7 000 V — 50 Hz, transporté jusqu'à une sous-station située au pied de la section à crémaillère, où il était transformé en courant continu 750 V.
Mise en service le 16 mai 1907, la ligne ne fut exploitée qu'à la belle saison sur sa partie haute, le service hivernal se limitant à la desserte de la partie basse, entre Munster et Ampfersbach, voire si besoin vers Schmeltzwasen et Grossmatt. En été, 9 allers-retours étaient programmés au maximum, les dimanches et fêtes, avec deux rames se croisant à mi-parcours ; le trajet total prenait une heure. Par mesure se sécurité, les trains refoulaient dans le sens montant entre Grossmatt et la Schlucht, y compris sur la section en voirie entre l'Altenberg et le col.
La ligne fut interrompue dès le commencement des hostilités en 1914 et détruite durant la guerre. Elle ne fut jamais reconstruite. Seule sa partie haute, de la Schlucht à l'Altenberg fut utilisée durant la guerre par le Génie français, qui avait à cet effet réalisé le raccordement nécessaire au col de la Schlucht.